# مشروع فينوس

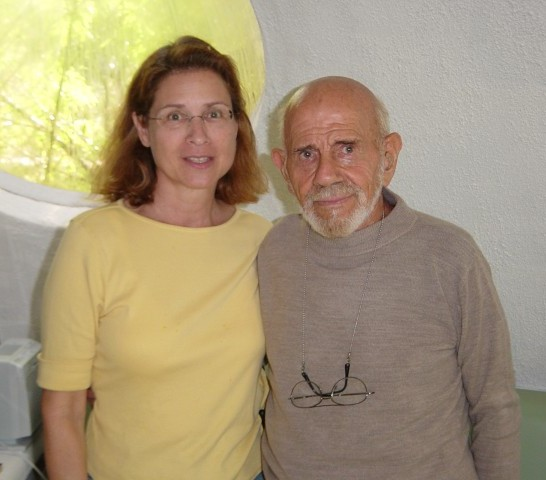

مشروع فينوس (بالانجليزية: The Venus Project) هو مشروع يعرض صورة بديلة لحضارة عالمية متينة على عكس أي نظام سياسي، اقتصادي، واجتماعي قد سبقه. حيث يصور زمناً في المستقبل القريب يكون خالياً من المال، السياسة والمصالح الشخصية والقومية. وبالرغم من أن هذه الصورة ستظهر على أنها مثالية، إلا أنها تستند في الواقع على سنين عديدة من التعلم والأبحاث التجريبية. المشروع يجمع ما بين التعليم، المواصلات، موارد الطاقة النظيفة وأيضاً نظام مدينة شامل.

## مؤسس المشروع
جاك فريسكو (ولد في 13 مارس 1916)، هو مهندس انشائي ومصمم معماري، فيلسوف علمي وفنان ومعلم وعالم مستقبليات متعلم ذاتياً، وهو مطلق ومؤسس مشروع فينوس. لديه العديد من الإهتمامات وتغطي فروعاً كثيرة في الفلسفة، العلوم، العمارة والهندسة. فريسكو يكتب ويُحاضر بشكل واسع لنشر وجهة نظره في كثير من الموضوعات والتي تغطي التصميمات الهوليستية للمدن المكتفية ذاتياً، الموفرة للطاقة، والتي تعتمد بشكل أساسي على حسن إدارة الموارد الطبيعية، التكنولوجيا، الأتمتة المتقدمة، دور العلوم في المجتمع، والتركيز على الفوائد التي من الممكن أن تُحقَق من التصميم.

## الأهداف والمقترحات
مشروع فينوس هو برنامج عمل حقيقي لإنشاء حضارة عالمية حديثة تقوم على أساس مصلحة الإنسان والإصلاح البيئي.
مخططات مشروع فينوس تقدم للمجتمع سلسلة واسعة من الخيارات القائمة على أساس الإمكانيات العلمية الموجهة نحو عهد جديد من الاستدامة عبر تطبيق اقتصاد قائم على الموارد، ووفرةً من التقنيات صديقة البيئة المبتكرة والمطبقة مباشرة على النظام الاجتماعي، إن رؤية مشروع فينوس تقوم على أن اقتراحاته ستقلِص وبشكل كبير من الجريمة، الفقر، الجوع، التشرد، والعديد من المشاكل الملحة التي يتشاركها أغلب سكان العالم.
أحد الأركان الأساسية في نتائج بحث الهيئة هو أن العديد من السلوكيات المختلة وظيفياً في المجتمع الحالي تنبع مباشرة من البيئة اللا إنسانية لهذا النظام المالي. بالإضافة إلى ذلك، أدت الميكنة إلى استبدال الأيدي العاملة بالآلات وأخيراً معظم الناس سيفقدون القدرة الشرائية لشراء السلع والخدمات.
يقترح مشروع فينوس نظام اجتماعي تندمج به الميكنة والتكنولوجيا بذكاء مع التصميم الاجتماعي العام حيث تكون المهمة الأولية هي رفع مستوى المعيشة إلى الحد الأقصى بدلاً من الربح، وبالرغم من ذلك فمشروع فينوس يقترح ترجمة هذه المثاليات إلى حقيقة عملية.

## المراحل
المرحلة الأولية
خطط مشروع فينوس طويلة الأمد للمرحلة الأولى التي قد بدأت بالفعل. جاك فريسكو، مستقبلي، مخترع، مصمم صناعي ومؤسس مشروع فينوس مع شريكته روكسان ميداوز قد أتموا بناء مركز أبحاث مساحته 25 فدان في قرية فينوس في فلوريدا كي يسهلوا تقديم مقترحات مشروع فينوس. وتم تكوين مقاطع الفيديو، الكتيبات، والكتاب الصادر حديثا، “أفضلُ ما لا يشتريه المال: ما بعد السياسة، الفقر، والحرب”، للمساعدة في رفع الوعي حول المشروع ومقترحاته العديدة.
المرحلة الثانية
في المرحلة الثانية سيتم إنتاج فيلم كامل من شأنه إبراز كيف يمكن لعالم يعتنق المقترحات التي يقدمها مشروع فينوس أن يعمل. هذا الفيلم يؤمِّن نظرة متفائلة لمجتمع مسالم تشكل فيه الناس عائلة عالمية على كوكب الأرض. حضارة يسعى فيه الكل لفهمٍ أفضل للعالم الذي يتشاركونه. صُمم الفيلم ليوفر اختبار ثقافي ممتع للكبار والصغار على حد سواء.
المرحلة الثالثة
من أجل اختبار التصاميم والمقترحات، يعمل مشروع فينوس على تطبيق نماذجه من خلال بناء مدينة للبحث التجريبي. مخططات لمعظم التكنولوجيا والأبنية قد بدأت. جهود جمع التبرعات سارية حاليا للمساعدة في دعم بناء هذه المدينة التجريبية الأولى. هذه المدينة التجريبية الأولى مكرسة للعمل بإتجاه أهداف مشروع فينوس، وهي:
- تنفيذ إعلان موارد العالم كميراث مشترك لكل الناس.
- تخطي الحدود التي تفرق الناس حاليا.
- استبدال أنظمة الاقتصاد القومية بنظام اقتصادي قائم على الموارد.
- استصلاح واستعادة البيئة الطبيعية بأفضل الإمكانيات.
- إعادة تصميم المدن، وأنظمة النقل، والصناعات الزراعية، والمنشآت الصناعية حيث تكون طاقتها فعالة، نظيفة، وقادرة على تلبية حاجات جميع الناس بطريقة ملائمة.
- التخلص تدريجيا من الشركات والحكومات، (محلية، قومية، دولية) كأداة لأدارة المجتمع.
- المشاركة واستخدام تكنولوجيات جديدة.
- تطوير واستخدام مصادر طاقة نظيفة متجددة.
- تصنيع سلع بأعلى جودة لصالح سكان العالم.
- فرض دراسات التأثير البيئي قبل بناء أي من المشاريع الضخمة.
- تشجيع أوسع مدى ممكن للإبداع والحوافز نحو المساعي المساعدة.
- التخلص تدريجيا من العصبية القومية، والتعصب، والانحياز العنصري من خلال الثقافة.
- القضاء على حكم النخبة، فنيا أو تقنيا أو من ناحية أخرى.
- الوصول إلى منهجيات بواسطة بحث علمي دقيق بدلا من وجهة نظر، رأي، أو اعتقاد.
- تعزيز تبادل الآراء في المدارس كي تصبح اللغة ذو صلة بالحالة المادية للعالم.
- توفير ضروريات الحياة وعرض تحديات تحفز العقل في حين التأكيد على الفردية الشخصية على عكس التوحد والمماثلة.
- تجهيز الناس فكريا وعاطفيا للتغيرات والتحديات المنتظرة.

بعد بناء مدينة البحث التجريبية، مخطط أيضا بناء منتزه الذي سوف يرفه ويخبر الزائرين عن إمكانات أنماط حياة إنسانية وصديقة للبيئة مصممة من قبل مشروع فينوس. ستتميز بمنازل ذكية، ذات كفاءة عالية، أنظمة نقل غير ملوثة، تكنولوجيا متطورة، وعدد من الابتكارات الأخرى يمكنها إعطاء قيمة إضافية لحياة جميع الناس – في وقت قصير.
المدينة الدائرية شبه التعاونية ستكون مرحلة انتقالية ويمكن أن تتطور من مجتمع مالي إلى اقتصاد قائم علي الموارد. يمكن أن يكون هذا النموذج الأول لسلسلة من المدن التي سيتم بناؤها في أماكن مختلفة في جميع أنحاء العالم. فإن معدل التقدم يتوقف على توافر الأموال التي تم جمعها خلال المراحل الأولى، ومن اللذين يشاركون ويدعمون أهداف وتوجهات المشروع فينوس.
وعندما تصبح هذه المجتمعات الجديدة التطوير مقبولة على نطاق أوسع، فإنها قد وبشكل جيد تشكل أساسا لحضارة جديدة.

## البناء
نظام البناء الآلي :
الآلة في الاصل عبارة عن وحدة متعددة الاستخدامات. هنا، استعملت لإقامة وإدراج مكونات مسكنية جاهزة على بُنى داعمة. مع أن هذه الوحدات «الجاهزة» مركبة من مكونات قياسية، فسوف تكون لتصميم أنماط لتشكيلة واسعة ومتنوعة، كما ستسمح باختيارات فردية قصوى في التصميم والديكور الداخلي.
الرافعات الآلية :
إن بناء هذا المجمع الصناعي والبحثي في مدينة دائرية يمكن أن يتم عبر معدات آلية تتلقى تعليمات عن طريق قمر صناعي. تتحرك الرافعات الآلية على طول المبنى لتثبيت الأرضيات، النوافذ، ستائر الجدران، السقف وأي مكونات أخرى ابتداءً من الأساس وحتى السقف. هذه الأجهزة مزودة بمجسات للتقليل من الحوادث الصناعية أو الاصطدام بأجهزة أخرى أو الكائنات الحية .
حفارة الليزر:
هذا الجهاز اللذي يمكن توجيهه بالأقمار الصناعية سيكون قادر على تحويل ما تحت الطبقة الأرضية إلى رواسب ذائبة مثل المواد. هذه الآلة تستطيع أن تغير شكلها لتتكيف مع مدى واسع من سمات الأرض مثل القنوات والطرق وممرات المياه .
الروبوتات الصناعية:
هذه «الربوتات الصناعية متعددة الإستخدامات» ستستخدِم مصادر ضخمة للمعلومات مما سيمكنها من استقبال الأوامر بواسطة الأقمار الصناعية. كما يمكن تصميمها بحيث تتخذ التصرف المناسب في حالة غياب توجيه الإنسان. وذلك يتم عن طريق الجمع بين مجموعة من الحساسات والمستقبلات المزودة بقدرات متطورة لإتخاذ القرار. كما ستكون قادرة على معالجة مدى واسع من أعمال الإنتاج الصناعي وترقية مستوى خدماتها واستبدال الأجزاء المعطلة مع القدرة على تواصل كل ربوت مع الآخر لتنسيق توصيل المواد المطوبة لكل مشروع.

## أنظمة مدن شاملة
يقترح مشروع فينوس مدينة ابحاث التي ستستخدم أكثر الموارد والتقنيات رقاوةً وتوفراً، فمن وجهة نظره سيكون من الأسهل بكثير وسيكلف مجهوداً اقل بكثير ان يتم بناء مدناً جديدة فعالة بدلا من تحديث أو حل مشاكل المدن القديمة. وستكون المدينة الهندسية وتنظيمها الدائري محاطاً -وموحدا مع تصميم المدينة- بحدائقها وبساتينها. صممت المدينة على أساس ان تُدار بالحد الادنى للطاقة باستخدامها أكثر التكنولوجيات النظيفة المتوفرة، والتي ستنسجم مع الطبيعة لتحوي اعلى مستويات الحياة الممكنة للجميع. هذا النظام يوفر لسكان المدينة مواصلات ذات كفاءة عالية، لتلغي الحاجة إلى المركبات. تنظيم المدينة الدائرية لمشروع فينوس مركب من التالي:
1- القبة المركزية أو المركز الرئيسي سيكون بداخلها نظام التحكم الآلي، مرافق التعليم، مركز قواعد البيانات، نظم شبكات الاتصال المحوسبه، الصحة ومرافق رعاية الطفل.
2- المباني التي تحيط القبة المركزية توفر للجمهور مراكز فعاليات ثقافية مثل الفنون، مسارح، معارض، حفلات، مراكز استعلامات، واشكال متعددة من الترفيه.
3- مجمع تصميم وتطوير لمدينة البحث والتخطيط. مراكز التصميم هذه محاطة بمناظر طبيعية.
بجوار مرافق البحث سيقدّم الطعام وغيرها من المرافق.
شريط السكن الثامن سيحصل على تنويع في اشكاله المعمارية بهدف تحقيق الحاجات المختلفة للساكن. كل بيت سيكون مملوءاً من جميع نواحيه في بساتين لعزل المنازل بعضها عن بعض بطبيعة خضراء.
تتوفّر مناطق خاصة معزولة وفيها موارد الطاقة النظيفة المتجددة مثل مولدات الرياح، الطاقة الشمسية، أنظمة التركيز الحراري، الطاقة الحرارية الجوفية، الالواح الضوئية وغيرها.
التالية ستكون مرافق زراعة الهيدروبونيكس (الزراعة دون تربة) الداخلية ومباني الزراعة الخارجية والتي ستستعمل من اجل انبات تشكيلة نباتات عضوية بدون الحاجة إلى المبيدات.
قنوات مائية دائرية للسقاية ستحيط المبنى الزراعي.
الحدود الخارجية للمدينة ستستخدم لهدف الفعاليات والنشاطات كركوب الدراجات، رياضة الغولف، المشي لمسافات طويلة، الركوب، الخ.
كل المرافق متوفرة للجميع بدون ثمن في اقتصاد قائم على الموارد. الهدف الوحيد من هذه التكنولوجيا هو تحرير الناس من المهمات الروتينية وبالتالي وقت فراغ أكبر.
المدينة مصممة لتخدم حاجات كل فرد في المجتمع.
يدعو مشروع فينوس إلى مجتمع سيبراني بحيث تحتل الحواسيب مكان نظم انتخاب السياسيين المنتهية صلاحيتها. التكنولوجيا لن تملي على الناس أو تراقب حياتهم (حسب ما يقول مشروع فينوس)، فكما قال مشروع فينوس هذا سيجلب نتائج عكسية.
السّيبرانية هي ترابط حواسيب مع أنظمة اوتوماتيكية. بالنهاية النظم السيبرانية المركزية ستنسّق كل آلات والمعدات التي ستخدم كل المدينة، الأُمة وبشكل شامل، العالم. يمكن للمرء ان يفكر بهذا كنظام الكتروني عصبي لا إرادي يمتد في كل مناطق التركيبة الاجتماعية.
على سبيل المثال، في مبنى الزراعة تستطيع الحواسيب بشكل أوتوماتيكي تتبّع المياه والمحافظة على مستوى المياه الجوفية، تركيبة التربة الكيميائية، وأن تنسق زراعة وحصد المحاصيل. في القطاع السكاني، النظام يستطيع المحافظة على النظافة البيئية وتدوير مواد النفايات.
بالإضافة، لضمان كفاءة عمل جميع فعاليات المدينة، يمكن تزويد كل العمليات والخدمات باجهزة استشعار بيئية إلكترونية تقوم بردود الفعل. أجهزة الإستشعار هذه يمكن ان تنسق مع أنظمة اضافية احتياطية التي تعمل عند تعطل أنظمة المدينة الرئيسية.
عندما تدمج السيبرانية إلى جميع نواحي هذه الثقافة الجديدة والمتحرّكة باستمرار ستستطيع الحواسيب على خدمة حاجات البشر كما يجب.
المبالغ المنطوية على مشاريع بهذا الحجم هي ضخمة للغاية. لا يوجد أي حكومة يمكنها تحمل هذه المهمة الكبيرة. بالإمكان تحقيق كل هذا باقتصاد عالم قائم على الموارد يتم فيه الإعلان عن جميع موارد الكرة الارضية كميراث مشترك لجميع أبناء البشر.
جامعة إدارة الموارد العالمية والدراسات البيئية، هي أرض اختبار لكل مرحلة من مراحل التنمية. هذا يمكنه أن يكون معهد بحث ديناميكي، متطور باستمرار ومفتوح على كل المجتمع. أداء الطالب سيكون مبنياً على «اعتماد الكفاءة»، ونتائج الأبحاث ستطبق دورياًّ وبشكل مباشر على البنية الأجتماعية لتنفع كل أعضاء المجتمع العالمي.
سيعيش الناس في هذه المدن التجريبية وسيبدون رأيهم بشأن المسؤولية والصلاحية لمختلف الهياكل. بالإمكان استخدام هذه المعلومة لصياغة التعديلات على البُنى بحيث يتم ضمان النجاعة القصوى، الراحة، والأمان. هذه الآداة تُستخدم ايضاً لتطوير نظم ومركبات وحدات البناء التي بالإمكان تثبيتها لتخدم مجالاً واسعاً من الأحتياجات والخيارات. في معظم الحالات، المظهر الخارجي للمباني سيعكس وظيفة المبنى - حيث أنها مصممة «من الداخل إلى الخارج».
ناطحات السحاب هذه ستشيد من الإسمنت المقوى والمضغوط سابقاً، الفولاذ، والزجاج. حيث ستكون ثابتة أمام الزلازل والرياح العاتية عن طريق ثلاثة أعمده، ممدودة ه، ومثبتة. بُنى الدّعم هذه ستحيط البُرج المركزي الأسطواني، سعته 150 قدم. البنية شبه ثلاثية القوائم هذه مُعززه لتقلل الضغط والتوتر، والتواء الضغوط. ناطحات السحاب فائقة الحجم هذه ستضمن توفر الأراضي للحدائق العامة والحفاظ على البرية، وفي الوقت ذاته تساعد على وقف الزحف العمراني. كل برج من هذه الأبراج سيكون عباره عن نظام مُقفل يحوي مراكز التسوق، ورعاية الطفل، مرافق التعليم، الصحة، والترفيه.
في المناطق الـ«غير مضيافة» في الكرة الأرضية، كالمناطق القطبية والصحراوية، مدن تحت سطح الأرض ستصبح منزلاً مريحاً بكل معنى الكلمة للكثيرين. مصاعد عديدة ستساهم في ترفيه القاطنين بالتزلج وفعاليات ترفيهية أخرى على السطح. مورد الطاقة الأول لهذه المدن، حيثما كان ذلك ممكنا، سيكون الطاقة الحرارية الأرضية.

## النانوتكنولوجيا
هناك مستقبل للنانوتكنولوجيا يقدم إمكانات هائلة، النانوتكنولوجيا تجمع بين البصريات والليزر مما سيمكن أخيرا من الجمع بين المواد، في كل مجال يتعرض للبنية الجزيئية. النانوتكنولوجيا لها القدرة على ثورة العناصر تحت المجهرية في جميع المجالات كما يقول البعض. بما في ذلك الطريقة التي بها تدار الشؤون الإنسانية.

## وصلات خارجية
- الصفحة الرسمية على الفيسبوك  على فيسبوك.
- الموقع الرسمي العالمي